# Alivereti Veitokani

a Compétitions nationales et continentales officielles uniquement.

b Matchs officiels uniquement.
Dernière mise à jour le 24 janvier 2022.
Alivereti Veitokani, né le 2 novembre 1992 à Nausori (Fidji), est un joueur de rugby à XV et rugby à sept international fidjien, évoluant au poste de demi d'ouverture ou d'arrière. Il évolue avec le club de Namosi dans le championnat fidjien depuis 2020.

## Carrière

### En club
Alivereti Veitokani commence à jouer au rugby dans son pays natal avec l'équipe des Nadroga Stallions, dans le championnat amateur fidjien, où il évolue jusqu'en 2016. En 2017, il joue une saison avec le club de Rewa,.
En 2017, il rejoint la nouvelle équipe équipe fidjienne des Fijian Drua, qui est intégrée au championnat australien du NRC. Lors de sa première saison, il ne joue que deux rencontres.
En 2018, il change à nouveau de club amateur et rejoint l'équipe de Namosi,. Lors de la saison 2018 de NRC, il se montre très performant au poste de demi d'ouverture (6 essais en 9 matchs), et remporte le championnat avec son équipe au terme de la saison. A l'issue de la saison, il est élu meilleure révélation de la saison de NRC, et devient également le sportif fidjien de l'année 2018,.
Au mois de janvier 2019, il est recruté par le club anglais des London Irish évoluant en RFU Championship,. Avec sa nouvelle équipe, il est utilisé uniquement au poste d'arrière (10 matchs pour 4 essais) et aide son équipe à remporter le championnat, participant ainsi à la remontée du club londonien en Premiership,. Veitokani se fait particulièrement remarquer lors de la dernière journée de la saison, lorsqu'il marque un essai contre les Ealing Trailfinders sur exploit individuel, battant six défenseurs.
La saison suivante, il n'est que peu utilisé par le club londonien, qui ne le conserve pas au terme de la saison.
Il retourne alors jouer dans son pays natal, avec son ancienne équipe de Namosi,.
En octobre 2021, il est annoncé qu'il fait partie de l'effectif des Fijian Drua, nouvellement intégrés en Super Rugby pour la saison 2022. Il est toutefois précisé que Veitokani ne devrait jouer aucune rencontre lors de cette première saison à cause d'une blessure.

### En équipe nationale
Alivereti Veitokani joue avec l'équipe des Fidji de rugby à sept de 2015 à 2017, disputant six tournois (28 matchs) et marquant 57 points,,.
Il évolue avec les Fiji Warriors en Pacific Challenge en 2015 et 2016,.
Il est sélectionné pour la première fois avec l'équipe des Fidji en juin 2018 pour participer à la Pacific Nations Cup 2018. Il obtient sa première cape internationale le 9 juin 2018 à l’occasion d’un match contre l'équipe des Samoa à Suva.
En 2019, il est retenu pour disputer la Coupe du monde au Japon. Il dispute deux matchs lors de la compétition, contre l'Australie et l'Uruguay.

## Palmarès

### En club
- Vainqueur du NRC en 2018 avec les Fijian Drua.
- Champion de RFU Championship en 2019 avec les London Irish.

### En équipe nationale
- Vainqueur du Pacific Challenge 2016 avec les Fiji Warriors.
- Vainqueur de la Pacific Nations Cup en 2018.

## Statistiques
- 12 sélections.
- 12 points (1 essai, 1 pénalité et 2 transformations).

- Participation à la Coupe du monde en 2019 (2 matchs)